# أليراندرو
أليراندرو بارا مانسا ريالينو دي سوزا (بالبرتغالية: Alerrandro Barra Mansa Realino de Souza) (مواليد 12 يناير 2000)، المعروف باسم أليراندرو، لاعب كرة قدم برازيلي يلعب حاليا مع أتلتيكو مينيرو.

## روابط خارجية
- أليراندرو على موقع قاعدة بيانات كرة القدم.إي يو (الإنجليزية)
- أليراندرو على موقع Soccerway.com (الإنجليزية)
- أليراندرو على موقع عالم كرة القدم.نت (الإنجليزية)